# Instekleppane
Die Instekleppane (norwegisch für Innerste Klumpen) sind eine Gruppe niedriger und felsiger Hügel an der Prinz-Harald-Küste des ostantarktischen Königin-Maud-Lands. Sie durchstoßen die Eismassen an der Ostflanke des Shirase-Gletschers unmittelbar südlich des südöstlichen Ausläufers der Lützow-Holm-Bucht.
Norwegische Kartographen, die sie auch benannten, kartierten sie anhand von Luftaufnahmen der Lars-Christensen-Expedition 1936/37.